# Easymaths
Az easyMaths.hu egy 2011-ben alakult, online matematikaoktatásra specializálódott portál. Fő területük a matematika és az azzal rokon módszertani tárgyak: statisztika, operációkutatás, vállalati pénzügyek. A honlapon előre felvett és egy szoftver által átkonvertált videókból tanulhatnak a látogatók.

## Története
Az akkor a Budapesti Corvinus Egyetem kereskedelem és marketing szakán tanuló Somogyi Tibor matematikából magántanárt keresett, így ismerte meg az oldal másik alapítóját, Mosóczi Andrást. „Nagyon sok diáktársammal egyetemben én sem jártam be az előadásokra, helyette kerestem egy különtanárt, aki megtanítja nekem az anyagot. Így találtam rá Andrisra” - nyilatkozta a hvg.hu-nak Somogyi Tibor. „Láttam Tibin, hogy így sem tudom lekötni. Folyton elkalandozott. A weboldalamat ajánlottam neki, és ez bejött.” - emlékezett vissza, Mosóczi András a Haszon Magazinnak. Somogyi érdeklődését felkeltette a Mosóczi-féle, mateking.hu címen elérhető weboldal, amelyen még diasorokon volt elérhető az anyag. Az ezután közösen elindított easymaths.hu gyors növekedésnek indult. 2015-ben húszezer regisztrált felhasználóról számoltak be.